# Crenitis maculifrons
Crenitis maculifrons är en skalbaggsart som beskrevs av Brown 1940. Crenitis maculifrons ingår i släktet Crenitis och familjen palpbaggar. Inga underarter finns listade i Catalogue of Life.